# Salzburger Geschichten
Salzburger Geschichten ist ein deutscher Spielfilm von Kurt Hoffmann aus dem Jahr 1956. Das Drehbuch stammt von Erich Kästner, der bereits die Buchvorlage zum Film, Der kleine Grenzverkehr, geschrieben hatte. Salzburger Geschichten war nach Der kleine Grenzverkehr von Hans Deppe aus dem Jahr 1943 die zweite Verfilmung von Erich Kästners Roman.

## Inhalt
Es ist die Zeit der Geldsperre in den frühen 1930er-Jahren. Wer von Deutschland nach Österreich reisen will, darf im Monat nicht mehr als zehn Mark bei sich führen und ausgeben. Für die Stadt Salzburg ist das besonders ärgerlich, da gerade Festspielzeit herrscht und die Touristen aus Deutschland so kaum Geld in der Stadt lassen.
Der wohlhabende Akademiker Georg aus Berlin ist zunächst verblüfft, mit nur zehn Mark in der Tasche nach Salzburg reisen zu müssen, doch trifft er sich dort mit seinem guten Freund Karl, der ihm bei Bedarf Geld leihen kann. Eines Tages jedoch – Georg hat die zehn Mark schon lange aufgebraucht – warten er und Karl in zwei verschiedenen Cafés aufeinander, so dass Georg seine attraktive Tischnachbarin Konstanze um die Bezahlung seines Kaffees bitten muss. Man kommt ins Gespräch, ist sich sympathisch und verabredet sich für den nächsten Tag. Konstanze offenbart Georg beim zweiten Treff, dass sie als Dienstmädchen auf Schloss Roitenau bei Salzburg arbeite, und Georg ist entzückt. In Wirklichkeit ist Konstanze jedoch die Tochter des Grafen Leopold, dem das Schloss gehört. Da dieser ein leidenschaftlicher Lustspielautor ist, der seine Einfälle aus Beobachtungen der Umwelt erhält, spielt die gesamte Grafenfamilie seit einiger Zeit die Dienerschaft des Grafen, der, so behauptet man, in den Urlaub gefahren sei und sein Haus für diese Zeit als Hotel umfunktioniert habe.
Als Konstanze und Georg nach einem Ausflug ins Salzkammergut am Abend feststellen, dass Georgs letzter Bus nach Reichenhall bereits abgefahren ist, schleust Konstanze ihn heimlich ins Schloss, wo er in ihrem Zimmer übernachtet. Am nächsten Tag bittet Georg Konstanze um ihre Hand und sie willigt ein. Eine Verabredung für den Abend sagt sie jedoch ab, da sie Spätdienst habe. So gehen Georg und Karl in Don Giovanni, und Konstanze, die kurzfristig von ihrem Vater freibekommt, mit ihrem Bruder in ein Ballett. Beim anschließenden Besuch des Casinos sieht Georg unerkannt Konstanze in Robe beim Spielen und erkennt, dass sie ihn die ganze Zeit beschwindelt hat. Der nächste Tag bringt die Aussprache. Da Leopold händeringend nach einem komischen Konflikt für sein Lustspiel sucht, beschließen Georg, Konstanze und ihr Bruder Franz, diesen zu inszenieren: Ein neuer hoher Gast erscheint auf dem Schloss, verliebt sich in das Dienstmädchen und beide flüchten gemeinsam. Die Maskerade gelingt, doch erkennt Leopold beim Schreiben seines Stücks, dass am Ende der Vater der Dumme ist, und zerstört sein Werk ernüchtert. Erst seine Schwester Karoline bringt ihm bei, dass sich Georg und Konstanze wohl schon vorher gekannt haben. Erleichtert lässt er die beiden auf das Schloss rufen und willigt in Georg als Schwiegersohn ein. Das Stückeschreiben will er nun sein lassen. Als sich eine amerikanische Familie, die seit einiger Zeit im Hotel zu Gast war, verabschiedet, wird deutlich, dass sie die ganze Zeit vom Spiel der Grafenfamilie um Leopold gewusst haben: Das Familienfoto der Roitenaus war in einer Zeitungsreportage zu österreichischen Schlösser und deren Besitzern abgebildet.

## Produktion

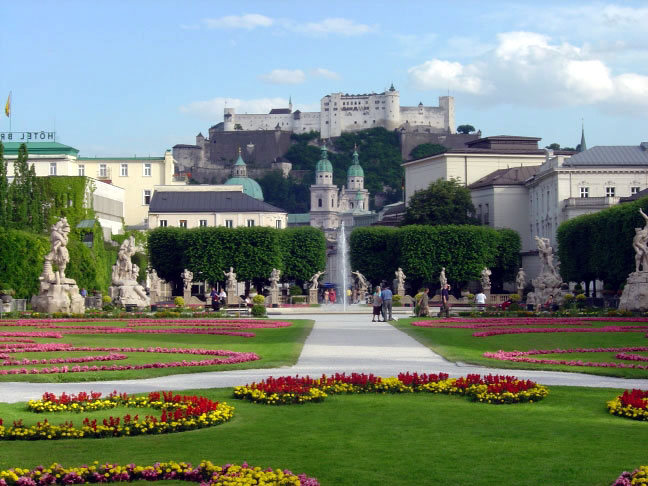
Ansicht des Mirabellgartens, der aus dieser Perspektive auch im Film zu sehen ist

Salzburger Geschichten wurde vom 26. August bis Anfang Oktober 1956 im Bavaria Atelier in München-Geiselgasteig gedreht. Die Außenaufnahmen entstanden in Bad Reichenhall, Salzburg und Umgebung sowie im Salzkammergut.
Im Film sind zahlreiche Sehenswürdigkeiten Salzburgs zu sehen. Georg und Konstanze besuchen unter anderem das Schloss Mirabell und sehen sich den Mirabellgarten mit Blick auf die Festung Hohensalzburg an. Die Außen- und Innenaufnahmen des Schlosses Roitenau fanden beim Lederer-Schlössl in Strobl am Wolfgangsee statt.
Im Film sind Szenen aus Wolfgang Amadeus Mozarts Oper Don Giovanni enthalten, die 1954 bei den Salzburger Festspielen aufgenommen wurden. Die Aufführung unter der musikalischen Leitung von Wilhelm Furtwängler erschien unter anderem auf VHS und 2001 auf DVD. Der Film zeigt zudem eine Szene aus Hugo von Hofmannsthals Stück Jedermann mit Will Quadflieg als Jedermann und Heidemarie Hatheyer als Buhlschaft, ebenfalls im Rahmen der Salzburger Festspiele. Die gezeigte Szene ist die, in der Jedermann beim Bankett zum ersten Mal auf den Tod trifft. Ebenfalls im Film enthalten ist ein Auftritt des New York City Ballet „George Balanchine“, das das Divertimento von Wolfgang Amadeus Mozart tanzt.
Die Uraufführung von Salzburger Geschichten fand am 25. Januar 1957 in der Lichtburg in Essen statt.

## Auszeichnungen
Die FBL verlieh dem Film das Prädikat wertvoll.

## Kritik
Der Spiegel schrieb, dass Kurt Hoffmann in den Salzburger Geschichten „alle Fremden-Attraktionen der Mozart- und Festspielstadt [bemühe], um Erich Kästners kauzige, aber ein wenig asthmatische Geschichte […] auf die abendfüllende Länge zu strecken.“ Im Film würden „der Liebreiz der Marianne Koch und das Kavaliersgebaren des Maßschneider-Idols Paul Hubschmid sowie die Publikumsneigung zur Besinnlichkeit gleichermaßen strapaziert.“
Das Lexikon des Internationalen Films bewertete Salzburger Geschichten als „verspielte Komödie“ und „gefällige Unterhaltung“.